# Antoine Agudio
Antoine Marcus Agudio (Huntington Station, 20 gennaio 1985) è un ex cestista statunitense, professionista nella D-League e in Europa.